# رائول فرناندس آریسابالاگا

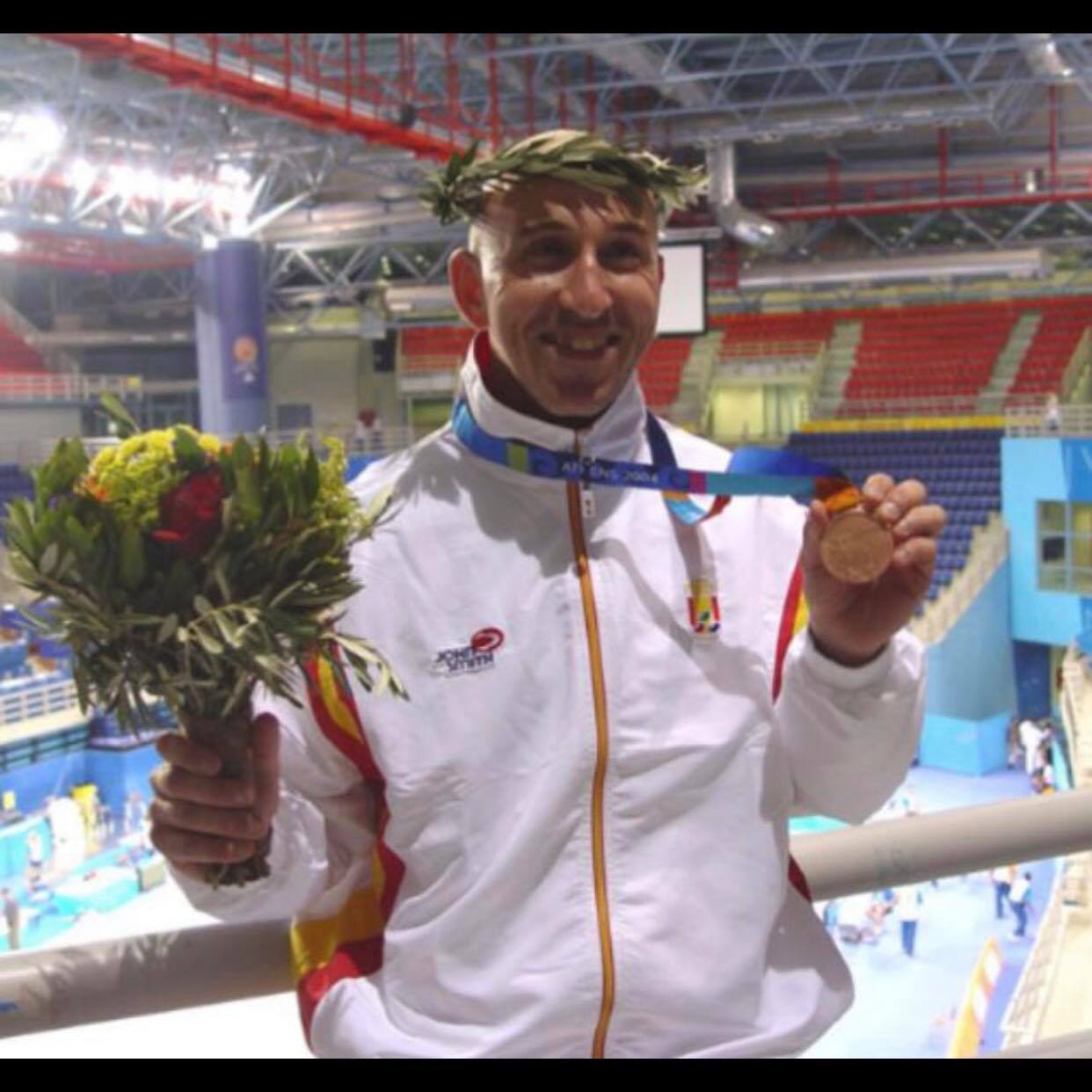
رائول فرناندس آریسابالاگا در المپیک ۲۰۰۴ آتن

رائول فرناندس آریسابالاگا (اسپانیایی: Raul Fernández Arrizabalaga‎؛ زادهٔ ۱۳ ژانویهٔ ۱۹۷۲) دوچرخه‌سوار و جودوکار اهل اسپانیا است.